# Groucho Marx
Julius Henry Marx, más conocido como Groucho Marx (Nueva York, Nueva York; 2 de octubre de 1890 - Los Ángeles, California; 19 de agosto de 1977), fue un actor, humorista y escritor estadounidense, conocido principalmente por ser uno de los miembros de los hermanos Marx. Es considerado el cómico más influyente de todos los tiempos, siendo sus frases, a pesar del paso del tiempo, destacadas en la cultura pop por generaciones, incluso en la época actual. Falleció en Los Ángeles a causa de una neumonía. Poco antes de morir, la Academia de Hollywood le había concedido un Óscar honorífico, en reconocimiento a toda su carrera cinematográfica.

## Vida y obra

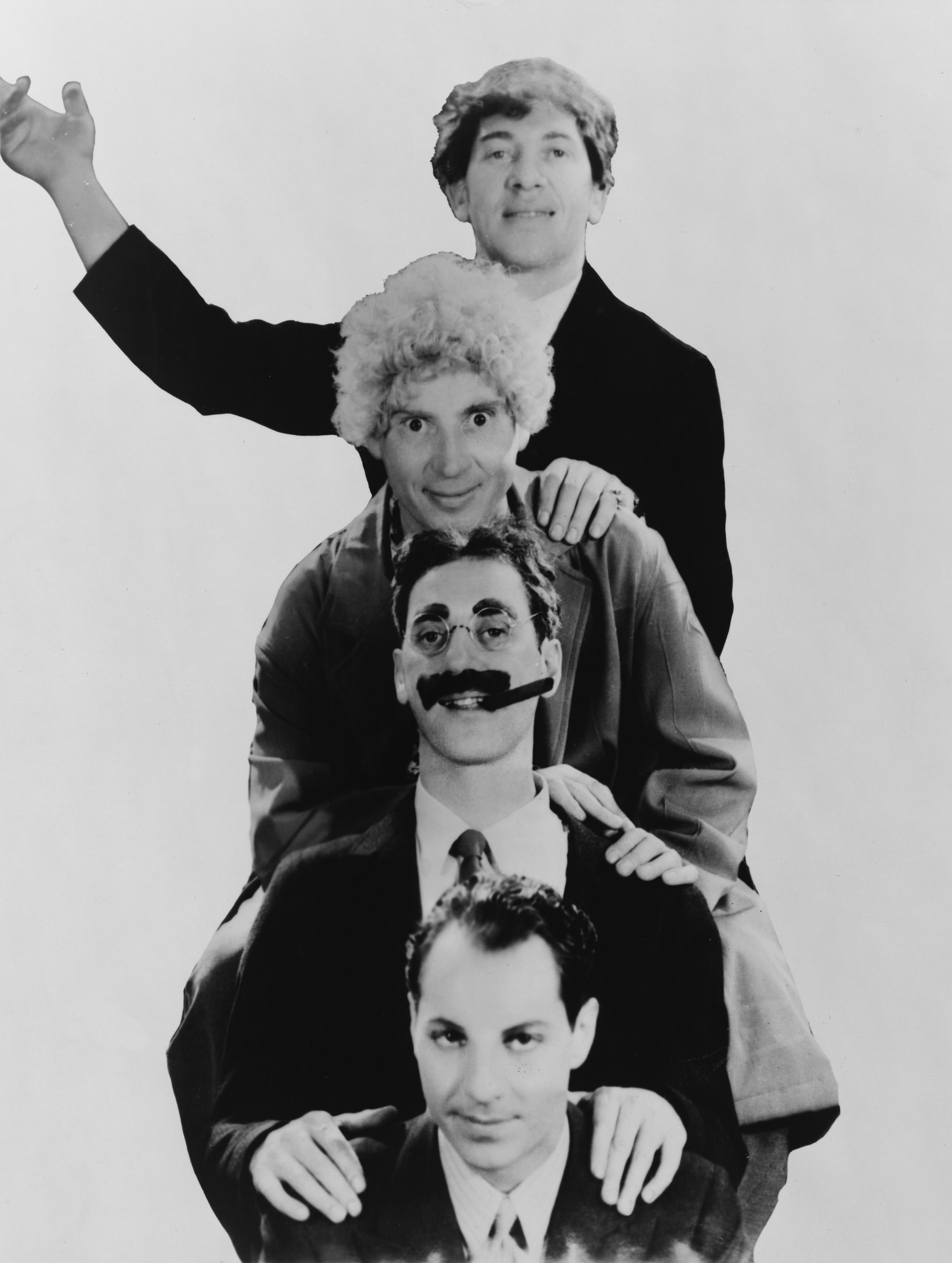
Los Hermanos Marx en 1931 desde arriba, Chico, Harpo, Groucho y Zeppo. Este último, más interesado en la ingeniería mecánica y los negocios que en la actuación, no habiendo desarrollado un personaje cómico definido, dejó el grupo al poco tiempo.

Julius Henry Marx nació en Nueva York y creció en el seno de una modesta familia de inmigrantes alemanes judíos, pero de larga tradición en espectáculos de variedades y en el mundo de la farándula; fue el cuarto de seis hermanos después de Manfred, Harpo y Chico y antes que Zeppo y Gummo. Su madre era Miene (Minnie) Schoenberg (1864-1929), y emigró a Estados Unidos desde Alemania junto a sus padres (que habían dirigido una compañía ambulante de teatro en Alemania; él era mago y ventrílocuo y ella una artista tirolesa) y sus hermanos y se preocupó de educar a sus hijos en la música (canto Groucho, piano Chico, arpa Harpo).
Su padre fue Simon (Samuel) Marx (nacido como Marrix) (1860?-1933), un sastre alemán igualmente emigrado y nacido en Alsacia cuando esta formaba parte de Francia antes de ser anexionada al Imperio alemán tras la Guerra Franco-Prusiana en 1871, con lo que Samuel pasó de ser ciudadano francés a ciudadano alemán. Orgulloso de su pasado francés, fue conocido toda su vida como Frenchy y era, a juicio de su familia, un hombre agradable, buen cocinero, pero un sastre malísimo. Mucha importancia en la vocación cómica de sus hijos tuvo su tío, un cómico famoso, Al Shean.
Groucho debutó en el mundo del espectáculo a los 15 años como cantante solista. Pasado algún tiempo comenzó a actuar junto a sus hermanos en un vodevil de poca monta, primero en tríos o cuartetos musicales y finalmente en revistas; juntos recorrieron así todo el país; en 1910, estando en Texas, un enfado de Julius por la actitud del público en mitad de una canción fue amplificado con locas improvisaciones de sus hermanos y surgió el primer número cómico, del que nació "Humor en la escuela".
En 1914, Minnie Schoenberg, que actuaba como manager del grupo bajo el nombre de Minnie Palmer, compró una página de la revista Variety donde anunciaba que, o reventaban la taquilla, o trabajarían gratis si eran contratados; surtió efecto y pasaron al circuito superior del espectáculo. Sin embargo, fue luego el padre, Simon, el que se convirtió en su representante. Julius se casó el 4 de febrero de 1920 con Ruth Johnson, una "cristiana en serie", según su marido, de la que tuvo un hijo, el guionista Arthur (1921-2011), y una hija, Miriam (1927). La obra Cocoanuts, interpretada de 1925 a 1928, dio a los Marx su oportunidad en Broadway. Fue el comienzo de su gran amistad con el dramaturgo y guionista George S. Kaufman, misántropo, huraño y alérgico al sentimentalismo, una de las pocas personas que Groucho admiraba. 
A raíz de este éxito, y tras olvidar su infructuoso rodaje de una primera y perdida película muda del año 1921 llamada Humor Risk, firmaron un acuerdo con la productora de cine Paramount, con la que hicieron varias películas, como la transposición de su espectáculo de Broadway The Cocoanuts Los cuatro cocos (1929), El conflicto de los Marx (1930), Plumas de caballo (1932) y Sopa de ganso (1933), entre otras. En el ínterin perdió todo su dinero por haberse aventurado a especular en bolsa en el crac del 29.
Tras salir de la Paramount, y gracias al productor Irving G. Thalberg, los hermanos Marx comenzaron a trabajar con la Metro Goldwyn Mayer, de donde salieron películas como Una noche en la ópera (1935), Un día en las carreras (1937), El hotel de los líos (1938), Una tarde en el circo (1939), Los Hermanos Marx en el Oeste (1940), Tienda de locos (1941) y Una noche en Casablanca (1946). Thalberg convenció a los hermanos de que acomodaran su creatividad desenfrenada a un guion narrativamente más estructurado, acotando espacios concretos a su desatada improvisación en algunas secuencias. Los hermanos se iban de gira con la farándula puliendo su espectáculo de variedades y luego utilizaban los mejores gags en las películas que rodaban con Thalberg. Tienda de locos (1941) suponía ya para los hermanos el canto del cisne y su voluntad de dejar el cine, pero tuvieron que volver a rodar una penúltima comedia más para ayudar a Chico a causa de sus interminables estrecheces económicas: Una noche en Casablanca (1946), que les supuso ciertos problemas con el título, ya que otros hermanos, los Warner, propietarios de la productora Warner Bros, creían que usurpaba el título de su famosa película Casablanca (1942). El hecho dio lugar a un gracioso intercambio epistolar de Groucho con sus abogados que más tarde se publicó en la famosa colección Cartas de Groucho Marx. La última película en que actuaron juntos fue, sin embargo, cuatro años después, Amor en conserva (1950).
Julius, por sobrenombre Groucho, de grouch, "gruñón" en inglés, se ponía un mostacho postizo muy incómodo y un día decidió quitárselo y pintarse uno con betún, con lo que configuró parte de la iconografía de su personaje; igualmente añadió unos característicos andares gachos que suscitaron la risa cuando los ensayó en el espectáculo y completó su personaje con cejas pobladas, un habano y gafas de metal. Interpretó habitualmente a un abogado cazadotes de verbo fácil, pícaro, ingenioso y dispuesto a todo por dinero, especialmente a dar un "braguetazo" o boda de conveniencia con una vieja rica (por lo general interpretada por Margaret Dumont). Su humor era especialmente corrosivo, imaginativo, alocado y anarquista, potenciado por las travesuras del mimo Harpo y la picaresca y slang italianizante del jugador compulsivo Chico. 
Divorciado de Ruth en 1942, en 1945 contrajo su segundo matrimonio con la bailarina Kay Marvis, exmujer de Leo Gorcey. En los 50 cada uno de los tres hermanos continuó trabajando independientemente en radio, televisión y cine, siendo Groucho el que más éxito cosechó, gracias a su faceta como escritor y sobre todo por un programa televisivo que presentaba, You Bet Your Life / Apueste su vida, con el que se hizo realmente famoso en los Estados Unidos entre una generación de personas que nunca lo habían visto en el teatro y que apenas lo conocían de alguna de sus viejas películas. Este espacio se emitió desde 1947 durante tres años en la radio y once y medio en la televisión. Durante la antiizquierdista Caza de brujas, apoyó al Comité pro Primera enmienda para proteger la libertad de expresión junto a otras figuras del espectáculo como Frank Sinatra, Humphrey Bogart, Gene Kelly y Rita Hayworth. Eso le supuso ser investigado por el FBI. Aún hizo dos películas más en solitario: la comedia musical Double Dynamite (1951) y la comedia A girl in Every Port (1952). En 1950 se divorció de su segunda mujer, y se volvió a casar en 1954 con Eden Hartford.
Escribió dos libros de memorias: Groucho y yo (Barcelona: Tusquets editores, 1995) y Memorias de un amante sarnoso (Barcelona: Tusquets editores, 2000). En español se han publicado algunos de sus cuentos: ¡Sálvese quien pueda! y otras historias inauditas (Plot ediciones, 2005), cartas: Las cartas de Groucho (Barcelona: Anagrama, 1998) y guiones radiofónicos: Groucho y Chico abogados: Flywheel, Shyster y Flywheel. El serial radiofónico perdido de los hermanos Marx (Barcelona: Tusquets editores, 1999).
Marx falleció el 19 de agosto de 1977 en Los Ángeles a causa de una neumonía, dejando atrás tres exesposas, Ruth, Kay y Eden, tres hijos (Arthur, que fue exitoso guionista y escritor de biografías; Miriam y Melinda), 18 películas —14 de ellas junto a sus hermanos— y millones de admiradores. Una de sus célebres frases fue: "No deseo pertenecer a ningún club que acepte como socio a alguien como yo". 
Groucho Marx fue incinerado; sus cenizas, tras ser robadas en 1982 y devueltas la misma noche a las puertas del cercano Mount Sinai Memorial Park, siguen en el Eden Memorial Park (Mission Hills, California), siendo falso que su lápida contenga el epitafio «Disculpe que no me levante», como popularmente se repite, aunque sí parece cierto que en una entrevista poco antes de su muerte formuló esa frase como un deseo, lo que pudo dar lugar a la confusión posterior.

## Libros
- Groucho y yo (1959)
- Memorias de un amante sarnoso (1963)
- Las cartas de Groucho (1967)
- Camas (1984)
- Groucho y Chico abogados: Flywheel, Shyster y Flywheel. El serial radiofónico perdido de los hermanos Marx (Barcelona: Tusquets editores, 1999)
- ¡Sálvese quien pueda! y otras historias inauditas (Plot ediciones, 2005)

## Películas

### Películas de los cuatro Hermanos Marx

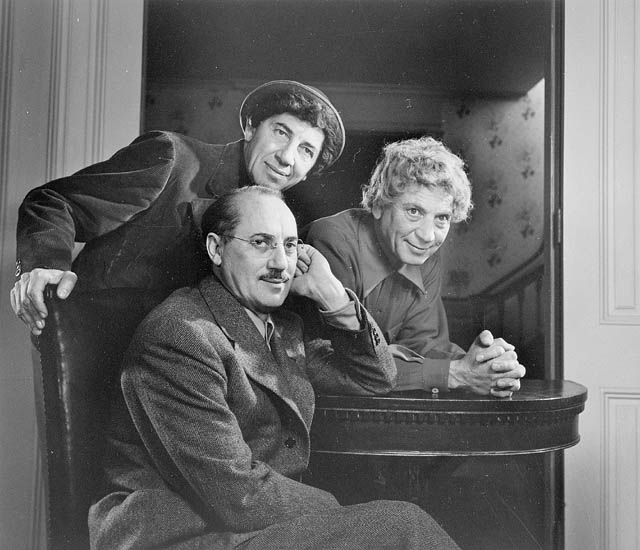
Groucho Marx (sentado) junto a sus hermanos Chico (izquierda) y Harpo (derecha) en 1948.

- Humor Risk (1921) (solo se conservan unos pocos fragmentos)
- Los cuatro cocos (1929)
- El conflicto de los Marx (1930)
- Pistoleros de agua dulce (1931)
- Plumas de caballo (1932)
- Sopa de ganso (1933)

### Películas de los tres Hermanos Marx (sin Zeppo)
- Una noche en la ópera (1935)
- Un día en las carreras (1937)
- El hotel de los líos (1938)
- Una tarde en el circo (1939)
- Los Hermanos Marx en el Oeste (1940)
- Tienda de locos (1941)
- Una noche en Casablanca (1946)
- Amor en conserva (1949)
- La historia de la humanidad (1957) (aparecen por separado, no se considera una película de los Hermanos Marx)

### Películas en solitario

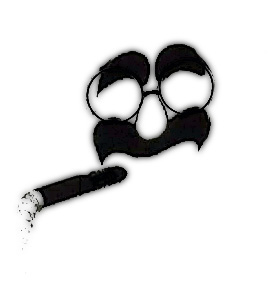
Las gafas redondas, las cejas gruesas, el bigote y el habano. Iconos de Groucho Marx.

- Copacabana (1947) de Alfred E. Green
- Double Dynamite (1951)
- Una mujer en cada puerto (1952)
- Will Success Spoil Rock Hunter? (1957)
- The Mikado (TV) (1960)
- Skidoo (1968)